# Celibatar parazit
Un celibatar parazit (în japoneză パラサイトシングル — parasaito shinguru, după varianta engleză parasite single) este un om care manifestă o anumită formă de parazitism social, și anume de a trăi cu părinții în ciuda vârstei relativ înaintate. Originile termenului sunt japoneze; termenul descrie situația în care celibatari de 20–30 de ani trăiesc cu părinții (din contul lor), pentru a beneficia de o viață lipsită de griji. Sociologul japonez Masahiro Yamada estimează că 60% din bărbații celibatari și 80% din femeile celibatare din Japonia locuiesc cu părinții. În anul 2002, în Japonia erau în jur de 10 milioane de celibatari paraziți.
De multe ori, celibatarii paraziți sunt învinuiți de problemele sociale cu care se confruntă Japonia, începând cu scăderea natalității și terminând cu creșterea criminalității. Sociologii menționează că aceștia își părăsesc locul de muncă la cel mai mic deranj, ceea ce afectează economia. De asemenea, ei nu achiziționează mobilier și obiecte de uz casnic, preferând să cheltuie banii pe hobby-uri, distracții și obiecte de lux. Una din explicațiile fenomenului este perioada foarte prielnică din punct de vedere economic în care a crescut și s-a format noua generație, când șomajul era foarte scăzut (2%).